# Premio Cledo Brunetti IEEE
El Premio Cledo Brunetti IEEE (del inglés: IEEE Cledo Brunetti Award) es un premio por contribuciones de importancia en nanotecnología y miniaturalización en artes electrónicas. Puede ser concedido a un único individuo o grupo de hasta tres personas. Fue establecido en 1975 por los dirigentes del Instituto de Ingenieros Eléctricos y Electrónicos (IEEE).

## Laureados
| - 1978: Jack Kilby y Robert Noyce - 1979: Geoffrey Dummer y Philip J. Franklin - 1980: Marcian Hoff - 1981: Donald Richard Herriott - 1982: Robert Heath Dennard - 1983: Abe Offner - 1984: Harry Rubinstein - 1985: Alec Broers - 1986: Richard M. White - 1987: Michael Hatzakis - 1988: Irving Ames, Francois d'Heurle, Richard Horstmann - 1989: Shun-Ichi Iwasaki | - 1990: Else Kooi - 1991: Hideo Sunami - 1992: David A. Thompson - 1993: Takafumi Nambu, Mitsuru Ida y Kamon Yoshiyuki - 1994: Eiji Takeda - 1995: Henry I. Smith - 1996: Mitsumasa Koyanagi - 1997: Dieter Kern, George Sai-Halasz y Matthew Wordeman - 1998: Richard S. Muller y Roger Howe - 1999: David K. Ferry - 2000: Robert Y. Fontana | - 2001: R. Fabian W. Pease - 2002: Mark Lundstrom y Supriyo Datta - 2003: Andrew Neureuther - 2004: Stephen Chou - 2005: William Oldham - 2006: Susumu Namba - 2007: Sandip Tiwari - 2008: Michel Bruel - 2009: Burn Jeng Lin - 2010: Ghavam Shahidi - 2011: Massimo Fischetti, David J. Frank y Steven Laux - 2012: Yan Borodovsky y Sam Sivakumar | - 2013: Giorgio Baccarani - 2014: Martin van den Brink - 2015: Hiroshi Iwai - 2016: Akira Toriumi - 2017: Guido Groeseneken - 2018: Siegfried Selberherr |